# Фредерік Шрам
Фредерік Шрам (ісл. Frederik Schram, нар. 19 січня 1995, Драгер) — ісландський та данський футболіст, воротар клубу «Роскілле» та національної збірної Ісландії.

## Клубна кар'єра
Народився 19 січня 1995 року в місті Драгр в родині данця та ісландки. Вихованець юнацьких команд футбольних клубів «Драгер» та «Оденсе». З 2014 року перебував у структурі клубу «Вестшеланн», але на поле не виходив.
З січня 2016 року був без клубу та підтримував форму з англійським «Галл Сіті», данським «Сеннер'юском» і голландським «Гронінгеном». У квітні 2016 року приєднався до клубу другого за рівнем дивізіону Данії «Роскілле», в якому і дебютував на дорослому рівні. Станом на 5 травня 2018 року відіграв за команду з Роскілле 60 матчів в національному чемпіонаті.

## Виступи за збірні
Маючи данське і ісландське коріння мав право обирати будь-яку з цих збірних. 2011 року дебютував у складі юнацької збірної Ісландії і загалом взяв участь у 6 іграх на юнацькому рівні, пропустивши 2 голи.
Протягом 2014—2015 років залучався до складу молодіжної збірної Ісландії. На молодіжному рівні зіграв у 6 офіційних матчах, пропустив 4 голи.
9 лютого 2017 року дебютував в офіційних іграх у складі національної збірної Ісландії у товариському матчі проти Мексики.
У складі збірної — учасник чемпіонату світу 2018 року у Росії.